# Soedanees voetbalelftal (vrouwen)
Het Soedanees vrouwenvoetbalelftal is een voetbalteam dat Soedan vertegenwoordigt in internationale wedstrijden, zoals het Afrikaans kampioenschap.
Het was voor Soedanese vrouwen lange tijd niet toegestaan om officieel aan sporten deel te nemen. De Soedanese revolutie van 2018-2019 maakte een einde aan deze wetten. In september 2019 werd een vrouwencompetitie met 21 Soedanese clubs opgericht. In 2021 speelde het nationale team van Soedan zijn eerste interland tijdens de Arab Women's Cup. Tegen gastland Egypte werd met 10-0 verloren. Het land kwalificeerde zich nog nooit voor een groot internationaal kampioenschap en heeft nog nooit een interland gewonnen. Wel nam het in 2021 voor het eerst deel aan de Arab Women's Cup, waarin het niet verder kwam dan de groepsfase. De ploeg is nog nooit opgenomen in de FIFA-wereldranglijst vrouwen omdat het in de relevante periodes te weinig interlands heeft gespeeld.
Het elftal speelt zijn thuiswedstrijden in het Al-Hilalstadion.

## Prestaties op eindronden

### Wereldkampioenschap
| Jaar   | Resultaat        | Wed              | W                | G                | V                | DV               | DT               |
| ------ | ---------------- | ---------------- | ---------------- | ---------------- | ---------------- | ---------------- | ---------------- |
| 1991   | Niet deelgenomen | Niet deelgenomen | Niet deelgenomen | Niet deelgenomen | Niet deelgenomen | Niet deelgenomen | Niet deelgenomen |
| 1995   | Niet deelgenomen | Niet deelgenomen | Niet deelgenomen | Niet deelgenomen | Niet deelgenomen | Niet deelgenomen | Niet deelgenomen |
| 1999   | Niet deelgenomen | Niet deelgenomen | Niet deelgenomen | Niet deelgenomen | Niet deelgenomen | Niet deelgenomen | Niet deelgenomen |
| 2003   | Niet deelgenomen | Niet deelgenomen | Niet deelgenomen | Niet deelgenomen | Niet deelgenomen | Niet deelgenomen | Niet deelgenomen |
| 2007   | Niet deelgenomen | Niet deelgenomen | Niet deelgenomen | Niet deelgenomen | Niet deelgenomen | Niet deelgenomen | Niet deelgenomen |
| 2011   | Niet deelgenomen | Niet deelgenomen | Niet deelgenomen | Niet deelgenomen | Niet deelgenomen | Niet deelgenomen | Niet deelgenomen |
| 2015   | Niet deelgenomen | Niet deelgenomen | Niet deelgenomen | Niet deelgenomen | Niet deelgenomen | Niet deelgenomen | Niet deelgenomen |
| 2019   | Niet deelgenomen | Niet deelgenomen | Niet deelgenomen | Niet deelgenomen | Niet deelgenomen | Niet deelgenomen | Niet deelgenomen |
| 2023   | Teruggetrokken   | Teruggetrokken   | Teruggetrokken   | Teruggetrokken   | Teruggetrokken   | Teruggetrokken   | Teruggetrokken   |
| Totaal | 0/9              | 0                | 0                | 0                | 0                | 0                | 0                |

### Olympische Spelen
| Jaar   | Resultaat        | Wed              | W                | G                | V                | DV               | DT               |
| ------ | ---------------- | ---------------- | ---------------- | ---------------- | ---------------- | ---------------- | ---------------- |
| 1996   | Niet deelgenomen | Niet deelgenomen | Niet deelgenomen | Niet deelgenomen | Niet deelgenomen | Niet deelgenomen | Niet deelgenomen |
| 2000   | Niet deelgenomen | Niet deelgenomen | Niet deelgenomen | Niet deelgenomen | Niet deelgenomen | Niet deelgenomen | Niet deelgenomen |
| 2004   | Niet deelgenomen | Niet deelgenomen | Niet deelgenomen | Niet deelgenomen | Niet deelgenomen | Niet deelgenomen | Niet deelgenomen |
| 2008   | Niet deelgenomen | Niet deelgenomen | Niet deelgenomen | Niet deelgenomen | Niet deelgenomen | Niet deelgenomen | Niet deelgenomen |
| 2012   | Niet deelgenomen | Niet deelgenomen | Niet deelgenomen | Niet deelgenomen | Niet deelgenomen | Niet deelgenomen | Niet deelgenomen |
| 2016   | Niet deelgenomen | Niet deelgenomen | Niet deelgenomen | Niet deelgenomen | Niet deelgenomen | Niet deelgenomen | Niet deelgenomen |
| 2020   | Niet deelgenomen | Niet deelgenomen | Niet deelgenomen | Niet deelgenomen | Niet deelgenomen | Niet deelgenomen | Niet deelgenomen |
| 2024   | Nog te bepalen   | Nog te bepalen   | Nog te bepalen   | Nog te bepalen   | Nog te bepalen   | Nog te bepalen   | Nog te bepalen   |
| Totaal | 0/8              | 0                | 0                | 0                | 0                | 0                | 0                |

### Afrikaans kampioenschap
| Jaar   | Resultaat        | Wed              | W                | G                | V                | DV               | DT               |
| ------ | ---------------- | ---------------- | ---------------- | ---------------- | ---------------- | ---------------- | ---------------- |
| 1991   | Niet deelgenomen | Niet deelgenomen | Niet deelgenomen | Niet deelgenomen | Niet deelgenomen | Niet deelgenomen | Niet deelgenomen |
| 1995   | Niet deelgenomen | Niet deelgenomen | Niet deelgenomen | Niet deelgenomen | Niet deelgenomen | Niet deelgenomen | Niet deelgenomen |
| 1998   | Niet deelgenomen | Niet deelgenomen | Niet deelgenomen | Niet deelgenomen | Niet deelgenomen | Niet deelgenomen | Niet deelgenomen |
| 2000   | Niet deelgenomen | Niet deelgenomen | Niet deelgenomen | Niet deelgenomen | Niet deelgenomen | Niet deelgenomen | Niet deelgenomen |
| 2002   | Niet deelgenomen | Niet deelgenomen | Niet deelgenomen | Niet deelgenomen | Niet deelgenomen | Niet deelgenomen | Niet deelgenomen |
| 2004   | Niet deelgenomen | Niet deelgenomen | Niet deelgenomen | Niet deelgenomen | Niet deelgenomen | Niet deelgenomen | Niet deelgenomen |
| 2006   | Niet deelgenomen | Niet deelgenomen | Niet deelgenomen | Niet deelgenomen | Niet deelgenomen | Niet deelgenomen | Niet deelgenomen |
| 2008   | Niet deelgenomen | Niet deelgenomen | Niet deelgenomen | Niet deelgenomen | Niet deelgenomen | Niet deelgenomen | Niet deelgenomen |
| 2010   | Niet deelgenomen | Niet deelgenomen | Niet deelgenomen | Niet deelgenomen | Niet deelgenomen | Niet deelgenomen | Niet deelgenomen |
| 2012   | Niet deelgenomen | Niet deelgenomen | Niet deelgenomen | Niet deelgenomen | Niet deelgenomen | Niet deelgenomen | Niet deelgenomen |
| 2014   | Niet deelgenomen | Niet deelgenomen | Niet deelgenomen | Niet deelgenomen | Niet deelgenomen | Niet deelgenomen | Niet deelgenomen |
| 2016   | Niet deelgenomen | Niet deelgenomen | Niet deelgenomen | Niet deelgenomen | Niet deelgenomen | Niet deelgenomen | Niet deelgenomen |
| 2018   | Niet deelgenomen | Niet deelgenomen | Niet deelgenomen | Niet deelgenomen | Niet deelgenomen | Niet deelgenomen | Niet deelgenomen |
| 2022   | Teruggetrokken   | Teruggetrokken   | Teruggetrokken   | Teruggetrokken   | Teruggetrokken   | Teruggetrokken   | Teruggetrokken   |
| Totaal | 0/14             | 0                | 0                | 0                | 0                | 0                | 0                |

### Afrikaanse Spelen
| Jaar   | Resultaat        | Wed              | W                | G                | V                | DV               | DT               |
| ------ | ---------------- | ---------------- | ---------------- | ---------------- | ---------------- | ---------------- | ---------------- |
| 2003   | Niet deelgenomen | Niet deelgenomen | Niet deelgenomen | Niet deelgenomen | Niet deelgenomen | Niet deelgenomen | Niet deelgenomen |
| 2007   | Niet deelgenomen | Niet deelgenomen | Niet deelgenomen | Niet deelgenomen | Niet deelgenomen | Niet deelgenomen | Niet deelgenomen |
| 2011   | Niet deelgenomen | Niet deelgenomen | Niet deelgenomen | Niet deelgenomen | Niet deelgenomen | Niet deelgenomen | Niet deelgenomen |
| 2015   | Niet deelgenomen | Niet deelgenomen | Niet deelgenomen | Niet deelgenomen | Niet deelgenomen | Niet deelgenomen | Niet deelgenomen |
| 2019   | Niet deelgenomen | Niet deelgenomen | Niet deelgenomen | Niet deelgenomen | Niet deelgenomen | Niet deelgenomen | Niet deelgenomen |
| 2023   | Nog te bepalen   | Nog te bepalen   | Nog te bepalen   | Nog te bepalen   | Nog te bepalen   | Nog te bepalen   | Nog te bepalen   |
| Totaal | 0/6              | 0                | 0                | 0                | 0                | 0                | 0                |

## Selecties

### Huidige selectie
Deze spelers werden geselecteerd voor twee vriendschappelijke wedstrijden tegen Zuid-Soedan in februari 2022.
| Doel                    |                           |                    |
|                         | Houda Ali                 | Onbekend           |
|                         | Amina Omar Liwaa          | Al Hilal SC Dalang |
| Verdediging             |                           |                    |
|                         | Asmaa Abkar Abdallah      | Al-Difaa SC        |
|                         | Rania Babker Babo Amer    | Al-Tahadi FC       |
|                         | Samia Kassam Hussein      | Al-Tahadi FC       |
|                         | Raghda Bader Idin         | Onbekend           |
|                         | Najlaa Saleh              | Al-Tahadi FC       |
| Middenveld              |                           |                    |
|                         | Bkhaite Elias             | Al-Difaa SC        |
|                         | Nidal Fadlallah           | Al-Tahadi FC       |
|                         | Fatima Kidal              | Al-Difaa SC        |
|                         | Hala Zakaria Mostafi      | Al-Tahadi FC       |
| Aanval                  |                           |                    |
|                         | Rayan Ibrahim Ahmed Ragab | Al-Tahadi FC       |
|                         | Rawan Samir               | Onbekend           |
|                         | Faten Zaher               | Alkournuk SC       |
| Onbekend                |                           |                    |
|                         | Ilmhem Baltoun            | Onbekend           |
|                         | Islem Imad                | Onbekend           |
|                         | Fatma Abed Kader          | Onbekend           |
|                         | Noura Mouhamed            | Onbekend           |
| Bondscoach: Imed Houjly |                           |                    |